# Mercedes-Benz Intouro
Il Mercedes-Benz Intouro è un autobus interurbano realizzato a partire dal 1999 dalla casa automobilistica tedesca Mercedes-Benz.

## Storia
La prima generazione dell'Intouro è stata prodotta a partire dal 1999 dalla Mercedes-Benz Türk A.S.
Alla fine del 2006, la seconda generazione dell'Intouro è stata introdotta e inizia a essere prodotta nel 2007 come successore del Conecto.
Nel 2013, la versione L si unisce al catalogo. Poi nel 2014, Il Mercedes Intouro adotta un nuovo tipo di motore OM 936 in due livelli di potenza: 220 kW o 260 kW; rispettando lo standard Euro 6.
Nel 2015, L'Intouro beneficia di un leggero restyling che riguarda principalmente la parte anteriore.

## Le versioni

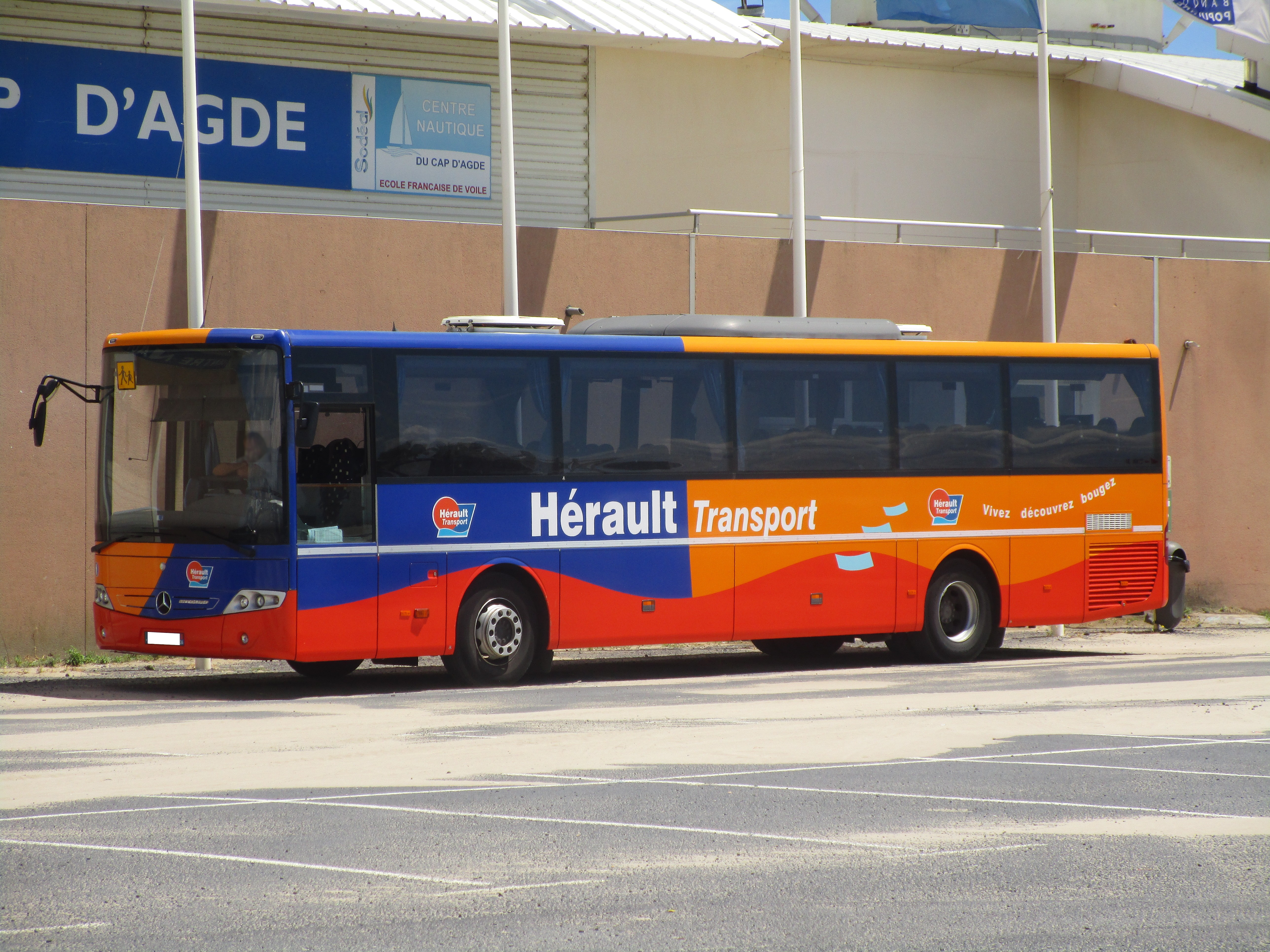
Un Mercedes-Benz Intouro dell'azienda di trasporti francese Hérault Transport

### Intouro E
Lanciato nel 2007, questo modello mira a sostituire il Conecto E nella gamma di autobus Mercedes-Benz. Viene utilizzato principalmente per i servizi scolastici urbani. 

### Intouro L
Questa è la versione lunga 13 metri dell'Intouro, viene principalmente usato nei servizi extraurbani a lunga distanza.

### Intouro M
Questo modello ha la particolarità di offrire più posti a sedere rispetto alla versione standard dell'Intouro.

### Intouro ME
Lanciato nel 2007, questo modello mira a sostituire il Conecto ME nella gamma di autobus Mercedes-Benz. Questo modello offre più posti a sedere rispetto alla versione di Intouro E. Viene utilizzato principalmente per i servizi a lunga percorrenza.

## Caratteristiche
Sia nei servizi di linea quotidiani che nelle escursioni e nei viaggi di una sola giornata, l'Intouro è il mezzo di trasporto ideale per molteplici occasioni che getta un ponte ideale tra città e campagna. Come specialista nella redditività delle linee extraurbane, questo autobus è equipaggiato al meglio per lavorare 24 ore al giorno, grazie anche alla sua innovativa tecnologia di propulsione.
L'utilizzatore principale italiano è la Società per Azioni Busitalia, facente parte del Gruppo Ferrovie dello Stato Italiane; la società è dotata di circa 250 Mercedes Intouro e ne ha in fase di ordinazione un'altra cinquantina, allo scopo di rimpiazzare gli autobus obsoleti dell'ex SITA (Iveco MyWay, Setra SG 321, Scania De Simon IL.3 e IN.3, Iveco Euroclass ed Eurorider Orlandi).